# La Barre, Haute-Saône
La Barre är en kommun i departementet Haute-Saône i regionen Bourgogne-Franche-Comté i östra Frankrike. Kommunen ligger i kantonen Montbozon som tillhör arrondissementet Vesoul. År 2022 hade La Barre 99 invånare.

## Befolkningsutveckling
Antalet invånare i kommunen La Barre
| Referens: INSEE |